# Seedorf (familie)
De Seedorf familie is een Surinaams-Nederlandse familie die bekend is om een aantal voetballers die ze heeft voortgebracht.
De familienaam heeft zijn oorsprong op plantage Berg en Dal in Suriname waar bij de emancipatie in 1863 een familie van vier vrijverklaarde slaven de achternaam Seedorf kreeg, naar een plaats in Noord-Duitsland. Berg en Dal had Duitse (mede)eigenaren.

## Voetballers
Johann Seedorf was een voetbalspeler en spelersmakelaar die drie zonen had: Clarence, Jürgen, en Chedric.
Stefano, Rahmlee, Regilio, en Sherwin Seedorf zijn neven van Clarence die ook voetballers zijn. De voetballer Collin Seedorf is een achterneef van hem.